# 北山乡 (门源县)
北山乡，是中华人民共和国青海省海北藏族自治州门源回族自治县下辖的一个乡镇级行政单位。

## 行政区划
北山乡下辖以下地区：
北山根村、大泉村、沙沟梁村、沙沟脑村、上金巴台村、下金巴台村和东滩村。